# Élections de l'Assemblée algérienne de 1948
 (mai 2020).
Si vous disposez d'ouvrages ou d'articles de référence ou si vous connaissez des sites web de qualité traitant du thème abordé ici, merci de compléter l'article en donnant les références utiles à sa vérifiabilité et en les liant à la section « Notes et références ».
Les Élections de l'Assemblée algérienne de 1948 ont eu lieu les 4 et 11 avril 1948 en Algérie française afin d'élire les 120 représentants à l'Assemblée algérienne, organisé en deux collèges électoraux.

## Contexte
Ces élections se sont tenues pendant la période coloniale française en Algérie et pendant la période des Mouvements indépendantistes Algériens comme l'UDMA de Ferhat Abbas ou le PPA-MTLD de Messali Hadj. 
Le 20 septembre 1947 est promulgué le Statut sur l'Algérie et prévoit la création d'une Assemblée algérienne élue au suffrage universel direct avec parité entre musulmans et européens

## Système électoral
L'Assemblée algérienne est élue au suffrage universel direct à deux tours par deux collèges électoraux : un collège est réservé aux européens et 58 000 de statut local composé de 60 délégués tandis que le second collège, quant à lui, est également composé de 60 délégués mais concerne 1 300 000 citoyens algériens indigènes de « statut musulman ».

## Résultats

### Premier collège (européen)
Les résultats du  premier collèges tourne en faveur des Gaullistes.
Rassemblement du peuple français
Indépendants
Section française de l'Internationale ouvrière
Parti communiste algérien
Parti radical
.

### Second collège (musulman)
Les résultats du second collège sont en faveur des Pro-français.
Indépendants
Mouvement pour le triomphe des libertés démocratiques
Union démocratique du manifeste algérien
Section française de l'Internationale ouvrière
.

## Polémique et fraude électorales
Ces élections ont fait l'objet de polémique et sont accusées de fraudes électorales, surtout parce que les partis MTLD de Messali Hadj et UDMA de Ferhat Abbas avaient gagné les élections municipales de 1947,. Yves Chataigneau, le gouverneur général de septembre 1944 à février 1948, refusait de faire intervenir l'administration dans les opérations électorales, mais son successeur, Marcel-Edmond Naegelen, a accepté le trucage des élections en 1948 et 1951. Le trucage des élections se répète en 1954. 
Ainsi, au congrès du Mouvement pour le triomphe des libertés démocratiques une première scission a eu lieu entre les partisans d'un insurrection qui deviendra le Comité révolutionnaire d'unité et d'action et les partisans d'action politique qui resteront Messalistes et qui deviendraient le Mouvement national algérien (MNA), et entre le CRUA et le MNA a eu lieu un semi-conflit.